# Anaurilândia
Anaurilândia là một đô thị thuộc bang Mato Grosso do Sul, Brasil. Đô thị này có diện tích 3395,54 km², dân số năm 2007 là 8380 người, mật độ 2,47 người/km².